# Hem-Monacu

Hem-Monacu este o comună în departamentul Somme, Franța. În 1 ianuarie 2022 avea o populație de 129 de locuitori.